# Berislav Rončević

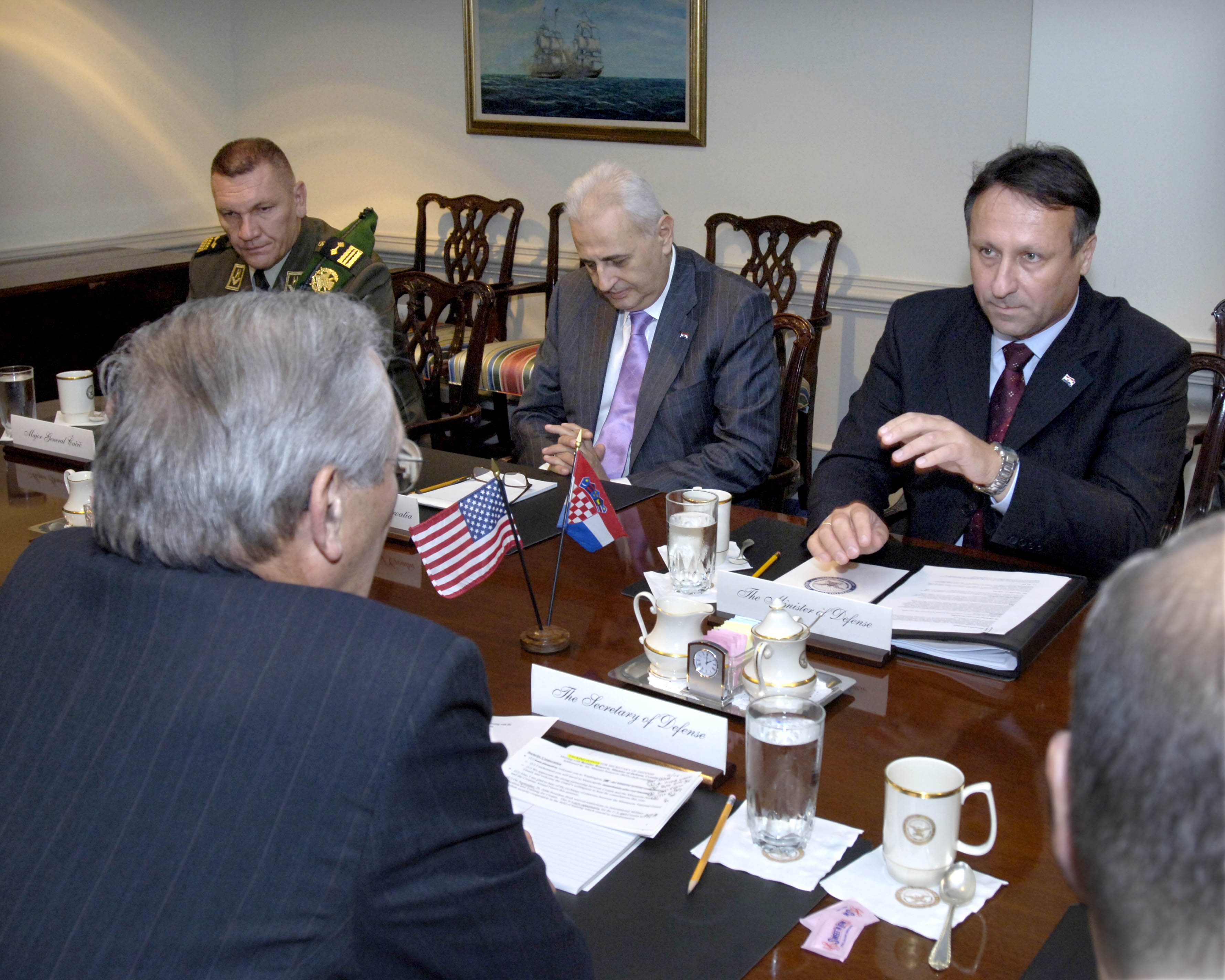
Berislav Rončević et Donald Rumsfeld, le 5 octobre 2006.

Berislav Rončević (né le 23 juin 1960 à Borovik, Croatie) est un homme politique croate. Il est ministre de l'Intérieur de la Croatie du 12 janvier 2008 au 10 octobre 2008.
Il fut ministre de la défense du gouvernement d'Ivo Sanader du 23 décembre 2003 au 12 janvier 2008.
Il est membre de l'Union démocratique croate.